# Kazankathedraal (Moskou)

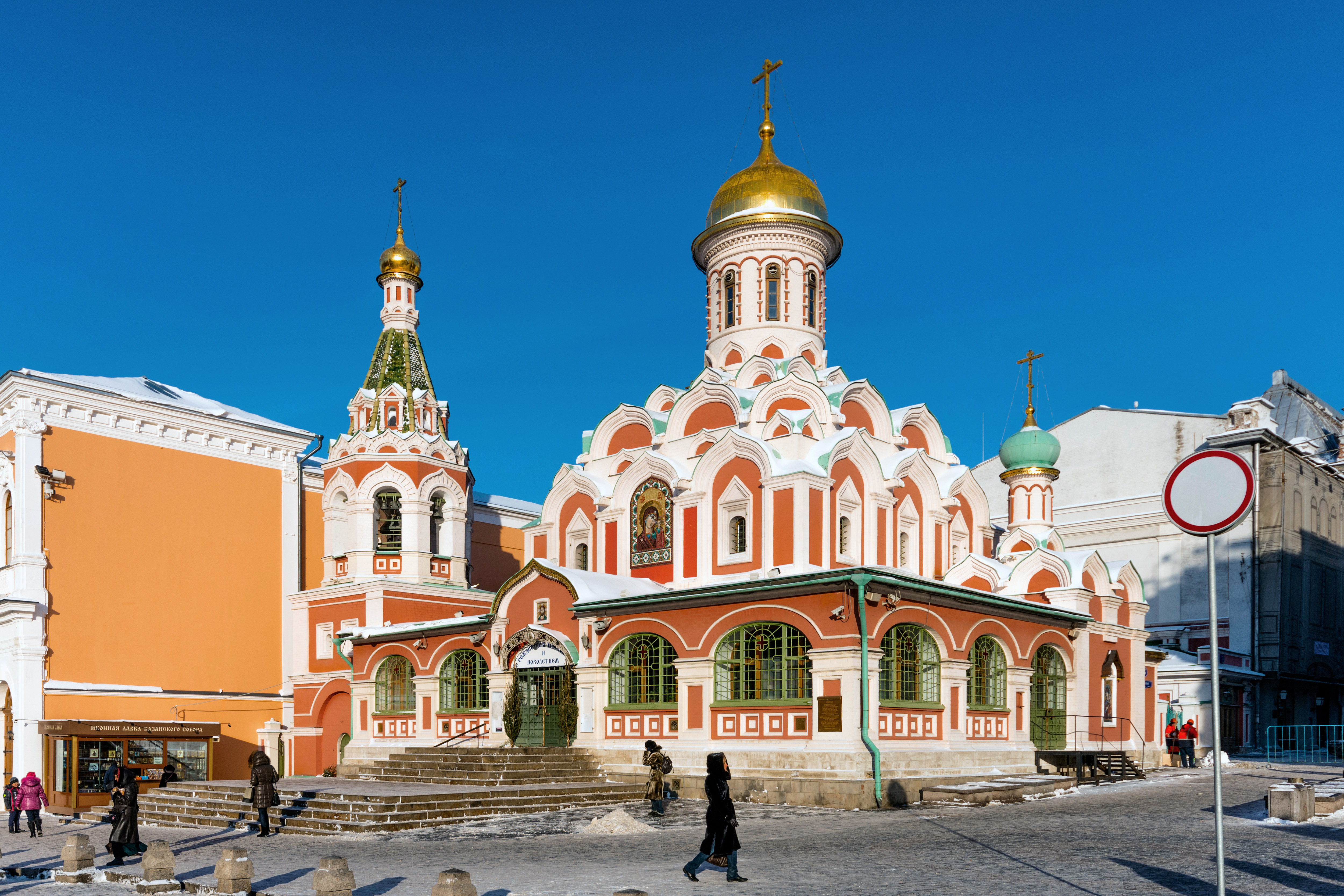
De gereconstrueerde Kazankathedraal

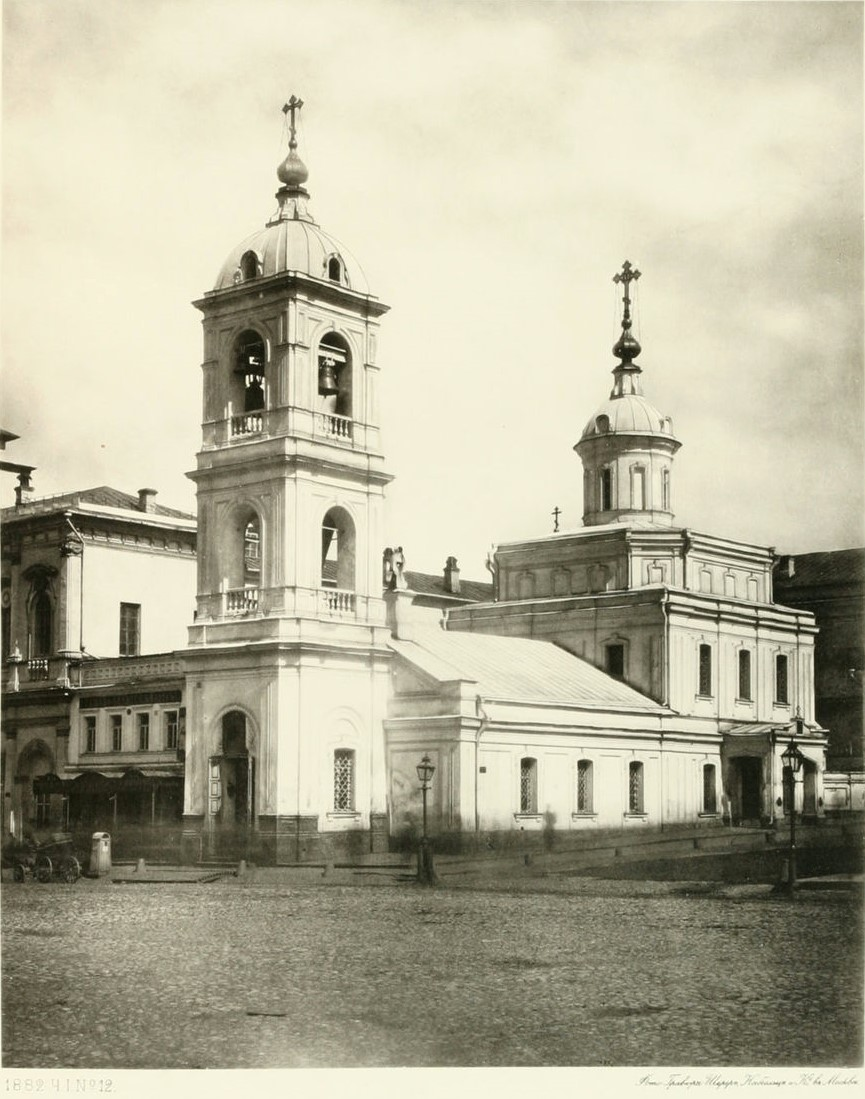
Kazan Kathedraal, aanzien van de kathedraal AD 1882, foto Nikokay Naydenov

De Kazankathedraal (Russisch: Казанский собор) of de Kathedraal van de Moeder Gods van Kazan is een van de meest bekende Russisch-orthodoxe kerkgebouwen in Moskou. De kerk is gelegen aan de noordzijde van het Rode Plein, aan de Nikolskaja oelitsa.

## Geschiedenis
De exacte datum van de bouw van de kathedraal ontbreekt in de geschiedschrijving. Een eerste verwijzing dateert echter van 1625. Zeker is dat Dmitri Michailovitsj Pozjarski opdrachtgever van de bouw was. Van 1610 tot 1612 bezetten Pools-Litouwse troepen Moskou. Samen met Koezma Minin lukte het Pozjarski een succesvolle volksopstand tegen de bezetters te organiseren. Uit overtuiging dat de bevrijding te danken was aan de Icoon van de Moeder Gods van Kazan liet Pozjarski de kathedraal bouwen. De kathedraal werd gewijd aan de door orthodoxe gelovigen zo vereerde icoon. Zoals gebruikelijk die tijd werd de oorspronkelijke kathedraal van hout opgetrokken. Een brand legde het gebouw echter in 1635 in as. Tsaar Michaël I van Rusland liet daarop een nieuwe kathedraal van steen bouwen. De inwijding van deze kathedraal vond plaats op 15 oktober 1636. Onder aanvoering van de patriarch en de tsaar vond er elk jaar op de verjaardag van de bevrijding van de Pools-Litouwse bezetting vanuit het Kremlin een processie plaats naar de kathedraal. Een reeks verbouwingen leidde tot een gebouw dat onherkenbaar afweek van het oorspronkelijke ontwerp.

## Vernietiging
Enige jaren na 1917 nam een afgesplitste beweging van de Russisch-orthodoxe Kerk de kathedraal over. Deze beweging was ontstaan tijdens de Februarirevolutie (1917) en ondersteunde de nieuwe machtshebbers. In de jaren 1925-1930 vond er onder leiding van de architect Pjotr Baranovski een ingrijpende verbouwing en restauratie plaats, waarbij het de opzet was het gebouw terug te brengen naar de oorspronkelijke vorm. Aan dezelfde architect is het te danken dat plannen om de Kathedraal van de Voorbede van de Moeder Gods, beter bekend als de Basiliuskathedraal, te slopen werden geannuleerd. De werkzaamheden zouden echter vergeefs blijken want enkele jaren later na de restauratie, in 1936, gaf Stalin alsnog opdracht om de kathedraal volledig te vernietigen. De kathedraal moest wijken om plaats te maken voor een openbare toiletgelegenheid en een tijdelijk onderkomen voor de Communistische Internationale. Later werd de plek ingericht voor een drinkgelegenheid. De toiletten verdwenen pas in 1990 met de aanvang van de werkzaamheden ten behoeve van de reconstructie van de kathedraal.

## Wederopbouw
Na de val van het communisme besloot het Stadsbestuur in 1990 tot wederopbouw van de kathedraal op de oorspronkelijke plaats. Al op 4 november 1993, de verjaardag van de bevrijding van de Pools-Litouwse bezetting, werd de nieuwe kathedraal gewijd door patriarch Aleksi II van Moskou. De kathedraal is een getrouwe replica van de gesloopte kathedraal en bij de bouw werd gebruikgemaakt van de bouwtekeningen van Pjotr Baranovski.